# الكسندر مور (رسام)
الكسندر مور (بالألمانية: Alexander Mohr)‏ هو رسام ألماني، ولد في 4 يوليو 1892 في فرانكنبرغ في ألمانيا، وتوفي في 8 فبراير 1974 في أثينا في اليونان.